# Борови-Млин (Нідзицький повіт)
Борови-Млин (пол. Borowy Młyn, нім. Heidemühle) — село в Польщі, у гміні Нідзиця Нідзицького повіту Вармінсько-Мазурського воєводства.
У 1975-1998 роках село належало до Ольштинського воєводства.